# Thư viện Trung tâm Quốc gia

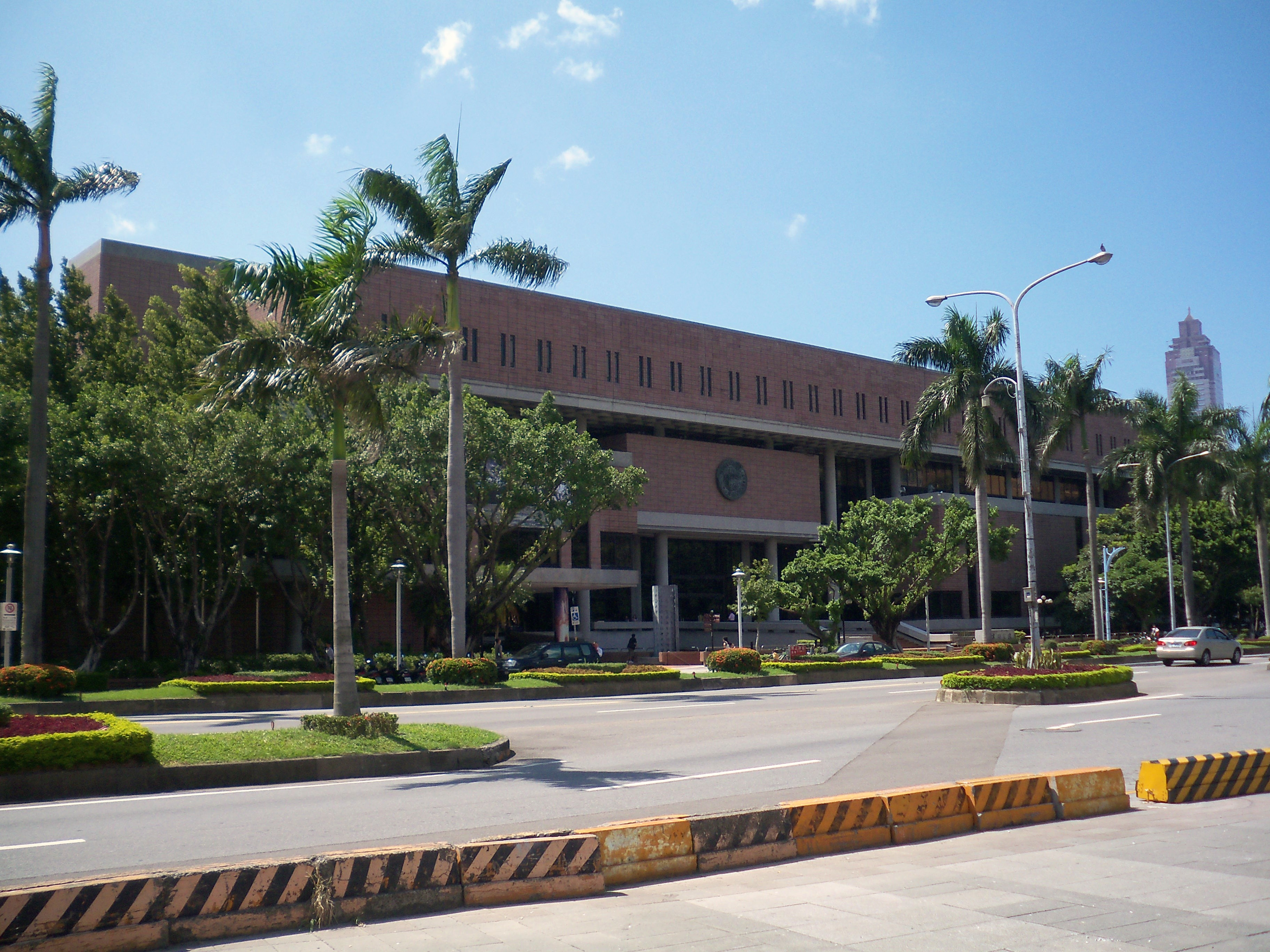
Trụ sở Thư viện Trung tâm Quốc gia tại Đài Loan.

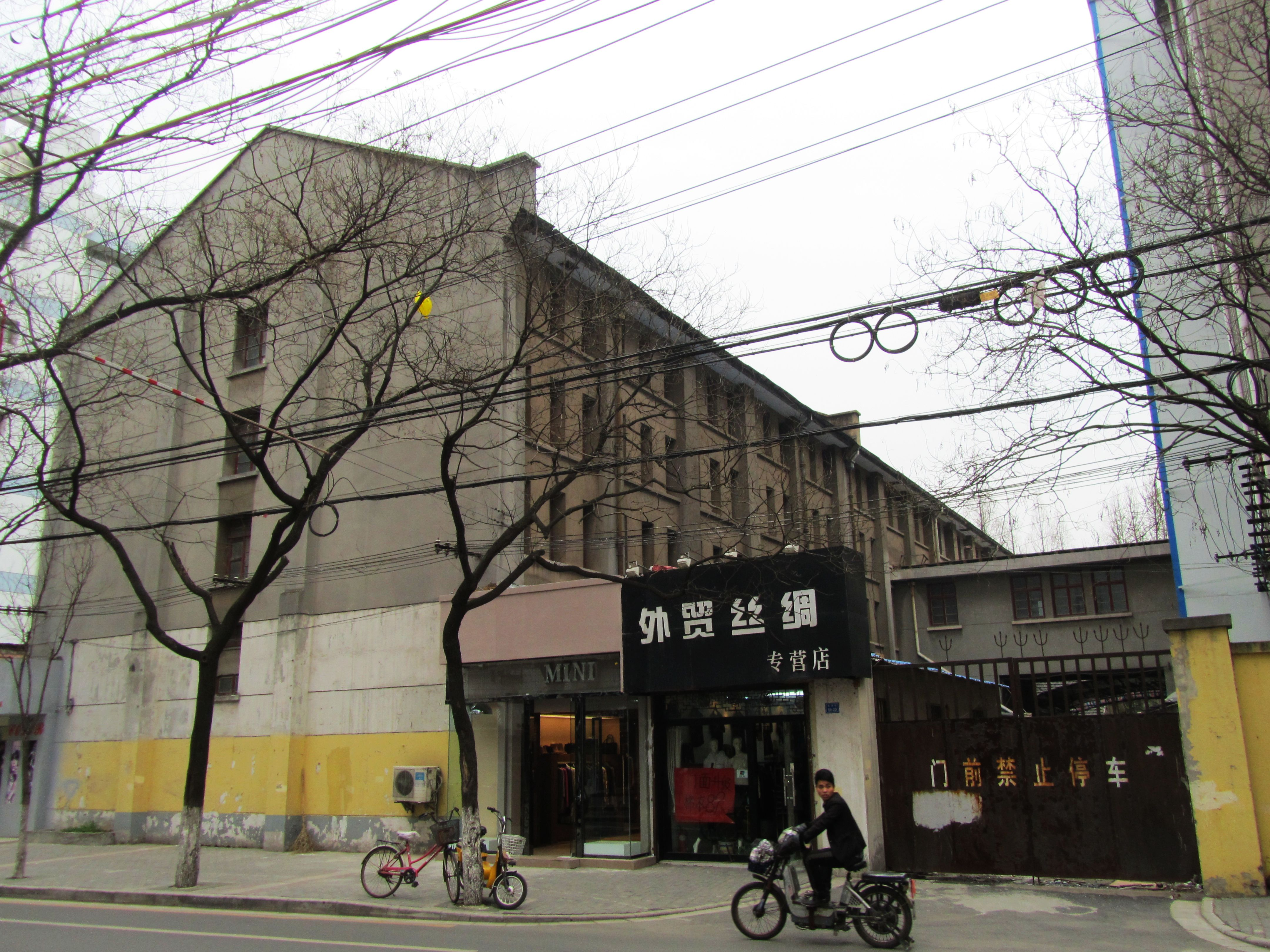
Former National Central Library in Nam Kinh.

Thư viện Trung tâm Quốc gia, tiếng Anh: National Central Library, viết tắt làNCL, tiếng Trung: 國家圖書館; bính âm: Guójiā Túshūguǎn là thư viện quốc gia của Đài Loan, nằm ở số 20, Zhongshan S. Rd., Zhongzheng District, Taipei City 10001, Taiwan (ROC).

## Nhiệm vụ
Thư viện Trung tâm Quốc gia là thư viện quốc gia duy nhất của Đài Loan. Nhiệm vụ của nó là thu thập, lập danh mục, và bảo quản các ấn phẩm quốc gia cho chính phủ, nghiên cứu và sử dụng chung.